# Куропаткина, Вероника Николаевна
Вероника Николаевна Куропаткина (род. 3 сентября 1999, Ставрополь) — российская футболистка, защитница. Игрок «Зенита» и сборной России.

## Биография

### Клубная карьера
Воспитанница ДЮСШ № 6 г. Сочи, первый тренер — Евгений Кошечкин. В 2014 году стала серебряным призёром и лучшей полузащитницей первенства России среди девушек до 17 лет. В 2016 году — чемпионка и лучший игрок первенства России среди девушек до 19 лет.
На взрослом уровне начала выступать в середине 2010-х годов в первой лиге России в молодёжных командах краснодарской «Кубаночки» и азовской «Дончанки».
С 2018 года выступала за московский «Локомотив». В высшей лиге России дебютировала 21 апреля 2018 года в матче против «Енисея». Автором своего первого гола стала 28 мая 2018 года в матче против ижевского «Торпедо». Серебряный призёр чемпионата России 2019 и 2020 годов, обладательница Кубка России 2020 года.
В 2021 году перешла в петербургский «Зенит». Бронзовый призёр чемпионата России 2021 года и Чемпион России 2022, 2023 и 2024 годов. Провела наибольшее количество игр за Зенит — 113 игр (вместе с Екатериной Пантюхиной и Ксенией Цыбутович) — на момент окончания сезона 2024 (97 матчей в чемпионате + 14 матчей в кубке + 2 матча в суперкубке).
Выступала за юношескую и молодёжную сборную России. В составе молодёжной команды в марте 2018 года отличилась хет-триком в игре против Румынии (6:1). В национальной сборной дебютировала 4 марта 2019 года в товарищеском матче против Швеции, заменив на 59-й минуте Надежду Смирнову.

## Командная статистика
| Выступление      | Выступление      | Выступление      | Лига | Лига | Кубок | Кубок | Суперкубок | Суперкубок | Итого | Итого |
| Клуб             | Лига             | Сезон            | Игры | Голы | Игры  | Голы  | Игры       | Голы       | Игры  | Голы  |
| ---------------- | ---------------- | ---------------- | ---- | ---- | ----- | ----- | ---------- | ---------- | ----- | ----- |
| Локомотив        | высшая           | 2018             | 13   | 2    | 2     | 0     | —          | —          | 15    | 2     |
| Локомотив        | высшая           | 2019             | 19   | 5    | 4     | 1     | —          | —          | 23    | 6     |
| Локомотив        | высшая           | 2020             | 7    | 0    | 1     | 0     | —          | —          | 8     | 0     |
| Локомотив        | Итого            | Итого            | 39   | 7    | 7     | 1     | —          | —          | 46    | 8     |
| Зенит            | высшая           | 2021             | 26   | 0    | 4     | 0     | —          | —          | 30    | 0     |
| Зенит            | высшая           | 2022             | 24   | 4    | 4     | 1     | —          | —          | 28    | 5     |
| Зенит            | высшая           | 2023             | 26   | 5    | 4     | 0     | 1          | 0          | 31    | 5     |
| Зенит            | высшая           | 2024             | 21   | 3    | 2     | 1     | 1          | 0          | 24    | 4     |
| Зенит            | высшая           | 2025             | 15   | 3    | 1     | 0     | 1          | 0          | 17    | 3     |
| Зенит            | Итого            | Итого            | 112  | 15   | 15    | 2     | 3          | 0          | 130   | 17    |
| Всего за карьеру | Всего за карьеру | Всего за карьеру | 151  | 22   | 22    | 3     | 3          | 0          | 176   | 25    |